# Арбат (район на Москва)
Вижте пояснителната страница за други значения на Арбат.
„Арбат“ е административен район в Централен окръг на Москва. Населението на района към 1 януари 2018 г. е 35 529 души.